# Лингерхан
Лингерхан (нем. Lingerhahn) — община в Германии, в земле Рейнланд-Пфальц.
Входит в состав района Рейн-Хунсрюк. Подчиняется управлению Эммельсхаузен. Население составляет 468 человек (на 31 декабря 2010 года). Занимает площадь 6,01 км².

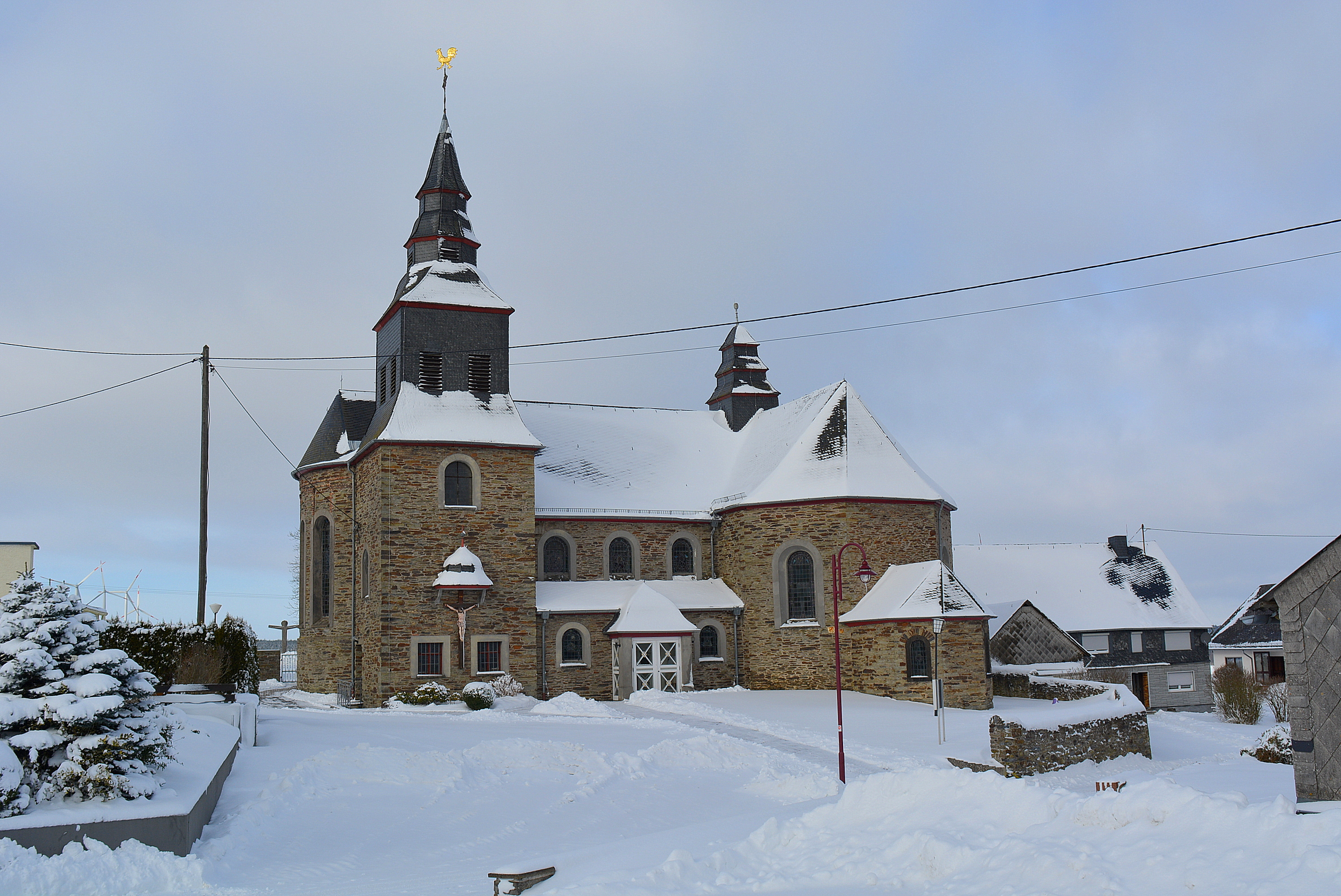
Церковь зимой